# 茂木町 (長崎県)
茂木町（もぎまち）は長崎県西彼杵郡の南部、長崎半島にあった町。1962年（昭和37年）に式見村とともに長崎市に編入された。
現在の長崎市茂木地区にあたる。

## 地理
野母半島（長崎半島）北部に位置し、南東の海岸線を橘湾に接する。
- 山：矢岳、唐八景、戸町岳、熊ヶ峰、八郎岳、小八郎岳
- 河川：川平川、千々川、若菜川
- 港湾：茂木港

## 歴史
当地は古くは「裳着」と表記された。これは神功皇后が三韓征伐の際に当地を訪れ、裳を着替えた事が由来とされる。後に読みやすいよう「茂木」と表記するようになったと伝えられているが、表記が変わった年代の詳細は判っていない。 
古代から江戸時代まで
- 994年（正暦5年）- 大村直澄の領地となる。
- 1580年（天正8年）- 領主大村純忠が長崎村と茂木村をイエズス会に寄進。
- 1587年（天正15年）- 豊臣秀吉、イエズス会より長崎村と茂木村を没収。
- 1614年（慶長19年）- 徳川幕府領となる。
- 1616年（元和2年）- 松倉豊後守重政が大坂夏の陣での功績により、大和五条藩から肥前島原藩に転封され、茂木を領地とする。
- 1638年（寛永15年）- 島原の乱の後、高力摂津守忠房が遠江浜松藩から島原藩に転封され、茂木を領地とする。
- 1668年（寛文8年）- 幕府領となり、長崎代官の管轄下に庄屋を設置。
- 1720年（享保5年）- 島原藩領となる。
- 1768年（明和5年）- 長崎高木作右衛門忠興（8代目）が長崎代官となり、その所領となる。
- 1833年（天保4年）- 千々名藤田尾と佐賀藩領為石村の境を協定。（1837年（天保8年）まで）

明治以降
- 1872年（明治5年）- 大区小区制の施行により、長崎県高来郡第二区第七小区に編入される。
- 1874年（明治7年）- 深堀、高浜、野母、脇岬、樺島、川原、為石、布巻を含めて一大区となる。
- 1878年（明治11年）- 一大区が八ヶ村に分離する。
- 1879年（明治12年）7月 - 郡区町村編制法施行により、西彼杵郡の管轄となる。
- 1889年（明治22年）4月 - 町村制施行により、西彼杵郡茂木村が単独村制にて発足。村役場を本郷字片町（現・東長崎商工会茂木支所の敷地）に設置。
- 1898年（明治31年）10月1日 - 古賀浦名・小崎名を日見村に編入。
- 1919年（大正8年）10月1日 - 町制施行し、茂木町となる。
- 1947年（昭和22年）4月1日 - 藤田尾名（とうだお）を為石村に編入。
- 1962年（昭和37年）1月1日 - 式見村とともに長崎市に編入し、自治体として消滅。

## 地名
名または郷を行政区域とする。茂木町は1889年の町村制施行時に単独で自治体として発足したため、大字は無し。（発足当初は茂木村）
- 飯香浦名（いかのうら）
- 大崎名
- 太田尾名
- 北浦名
- 古賀浦名 - 1898年、日見村に編入。
- 小崎名 - 1898年、日見村に編入。
- 木場名（こば）
- 田上名
- 田手原名（たでわら）
- 千々名（ちぢ）
- 藤田尾名（とうだお） - 1947年、為石村に編入。
- 本郷
- 宮摺名

## 交通
- 長崎自動車
- 国道324号

## 産業
農業を主産業とし、特にビワの栽培が盛んに行われている。

## 名所・旧跡
- 裳着神社（八武者大権現）
- 茂木植物化石層[4]